# コラディーノ・ダスカニオ
コラディーノ・ダスカニオ (Corradino D'Ascanio、1891年2月1日 – 1981年8月6日) はイタリアの航空工学技術者。 彼はアグスタ社で最初のヘリコプターを設計し、フェルディナンド・イノチェンティのもとで最初のスクーターを設計した。 その後二人は袂を分かち、ダスカニオは エンリコ・ピアジオのもとでベスパの原型を作った。

## 生涯
ダスカニオは、幼い頃から飛行とデザインに情熱を持っていた。15歳頃には飛行技術といくつかの鳥の体重と翼幅の比率を研究した後、実験用のグライダーを製作し、故郷近くの丘から打ち上げた。

### 第一次世界大戦
1914年にトリノ工科大学で機械工学を学んだ後、ピエモンテ州にある「工兵師団アヴィアトリ大隊」という名のイタリア陸軍の志願師団に入隊し、そこで飛行機エンジンのテストを担当した。 1915年3月21日に中尉に任命されたダスカニオは、イタリア空軍向けにイタリアで生産されるロータリーエンジンを検討するためにフランスに派遣され、ノーム・エ・ローヌ社設計のル ローヌ型ロータリーエンジンを生産する契約を携えて帰国した。
コルシカ島でMF.7 (航空機) の短期間のパイロット訓練コースを受講した後、設計部門に戻り、飛行隊内の整備監視を改善するための前方監視装置を設計した（特許を取得し、50人の命を救ったと推定）。またイタリアの航空機に初めて搭載された無線装置試験に参加した。
1916年、ダスカニオはファブリカ アエロプラニ イング社への入社を命じられ、 O. ポミリオ、SP2、タイプC、Dタイプなど複葉機を中心とした機体の開発に従事。第一次世界大戦終結後、ポミリオ兄弟は会社を売却し、1918年にダスカニオを含む主要スタッフとともに米国のインディアナポリスに移り、ポミリオ兄弟会社を設立した。

### 第一次世界大戦後～第二次世界大戦

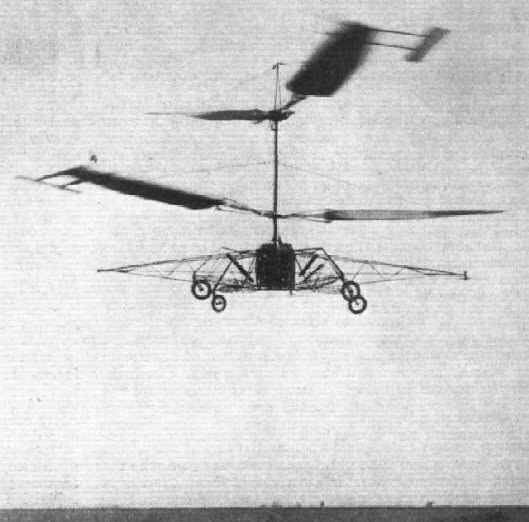
D'AT3

翌1919年に にイタリアに戻ったダスカニオはポーポリに帰り、ヘリコプターの制御機構に焦点を当て、多くの特許を取得した。1925年に彼はピエトロ トロヤニ男爵とともに会社を設立し、航空省の委託を受けて 1930年に3番目のプロトタイプである同軸二重反転ヘリコプターD'AT3 を製造した。この比較的大型の機体には 2 つの二重羽根の逆回転ローターがあり、羽根の後縁にある補助翼またはサーボタブで制御が行われた。このコンセプトは、後に他のヘリコプター設計者によって採用され、当初はフランスのブレゲによって採用された。1935年にジャイロプレーン・ラボラトワールに採用され、さらにその後、ブリーカーやカマンの設計でも採用された。機体に取り付けられた 3 つの小さなプロペラは、ピッチ、ロール、ヨーをさらに制御するために使用された。 1930 年 10 月にチャンピーノ空港でマリネロ ネッリによって操縦されたこの機体は、高度 (18 m)、飛行時間 (8 分 45 秒)、飛行距離 (1,078 m) を含む、当時の国際航空連盟の速度と高度に関する記録を立てた。ダスカニオの高度記録は、1932年8月中旬にソビエト製のユリエフとチェレムキンによるTsAGI-1EAシングルリフトローターヘリコプターによって高度605メートル（1,985フィート）を達成するまで保持された。また、TsAGI-1EAは同様の「アンチトルク」安定化ローターのための前後管状胴体構造も備えていた。
しかし、ムッソリーニのファシスト政権が「標準的な」生産品に集中した大恐慌の間、同社は1932年に倒産し、ダスカニオは父親の会社のエンリコ・ピアジオの下で働き、ピアジオ・エアロ・インダストリーズの数多くの高速プロペラ回転調整器を設計して成功を収めた。彼の仕事は第二次世界大戦中に非常に重要であると考えられ、航空航空隊の大将に昇進し、1942 年からピアッジオ株式社団のエンリコ・ピアッジオ社長の指示を受けてヘリコプターの開発を再開した。

### 第二次世界大戦後
ピアッジオの工場は連合軍の爆撃で破壊され、多くのイタリア人と同様に、ダスカニオも失業した。 さらに悪いことに、イタリアは10年間軍事・航空宇宙技術の研究や生産を行わないという協定を結んだため、彼はイタリアで職を得る見込みが失くなった。 戦前は鋼管工場から身を興したフェルディナンド・イノチェンティから打診を受け、彼は安価な民間交通機関の将来を見据え、コストと悪天候にも強いことで普及したオートバイと競合するスクーターの開発に着手した。

### ランブレッタの源流
彼が提案したランブレッタのデザインの源流は、第二次世界大戦前にネブラスカ州で製造されたクッシュマン スクーターに遡る。 これらのオリーブグリーンのスクーターはイタリアに大量にあり、元は米国政府から空挺部隊と海兵隊の野戦輸送用として受注された。米軍はナチスの防衛戦術を回避するためにそれらを使用し、モンテ・カッシーノの戦いやドロミテ、オーストリア国境地域の道路や橋を破壊に使用された。

## スクーター
フェルディナンド・イノチェンティはダスカニオに、シンプルで堅牢かつ手頃な価格の車両を設計する仕事を依頼した。車両は男性でも女性でも乗りやすく、乗客を乗せることができ、運転手の服を汚さない必要があった。オートバイを嫌っていたダスカニオは革新的な車両を設計した。それはハンドルバーでギアチェンジを行う方式で鉄骨フレームに据え付けられ、エンジンは後輪に直接取り付けられた。前面のシールドは通常のオートバイと比べてライダーを汚泥や雨から保護する。脚部の開口デザインは、女性などスカートのせいでバイクに乗るのが難しい状況を解決した。 フロントフォークは航空機の着陸装置と同様に、簡単に車輪を交換できる構造となった。トランスミッションを内部に持ち、後輪にエンジンを直結したことでオートバイチェーンが廃され、油、汚れといった美観の悪化の原因を排除した。この基本設計に沿って、一連の機能を製造する枠組みが形成され、その後の新しいモデルの迅速な開発が可能になった。
しかし、ダスカニオは、打ち抜き鉄骨ではなく圧延管からフレームを製造したいと考えていたイノチェンティと意見が対立し、それによって戦前の互いの会社を復活させることとなった。ダスカニオはイノチェンティから独立し、1946年から鉄骨フレームのベスパを生産したエンリコ ピアッジオにデザインを直接持ち込んだ。一方イノチェンティは鋼管フレームに関する設計上の問題と製造上の問題に直面し、1947年からランブレッタを生産した。 数十年の歴史の中で、ベスパ スクーターは世界で最も有名なスクーターブランドの 1 つとなり、2005年の時点で130種類のモデルで累計1,600万台が生産された。

### ベスパ以降

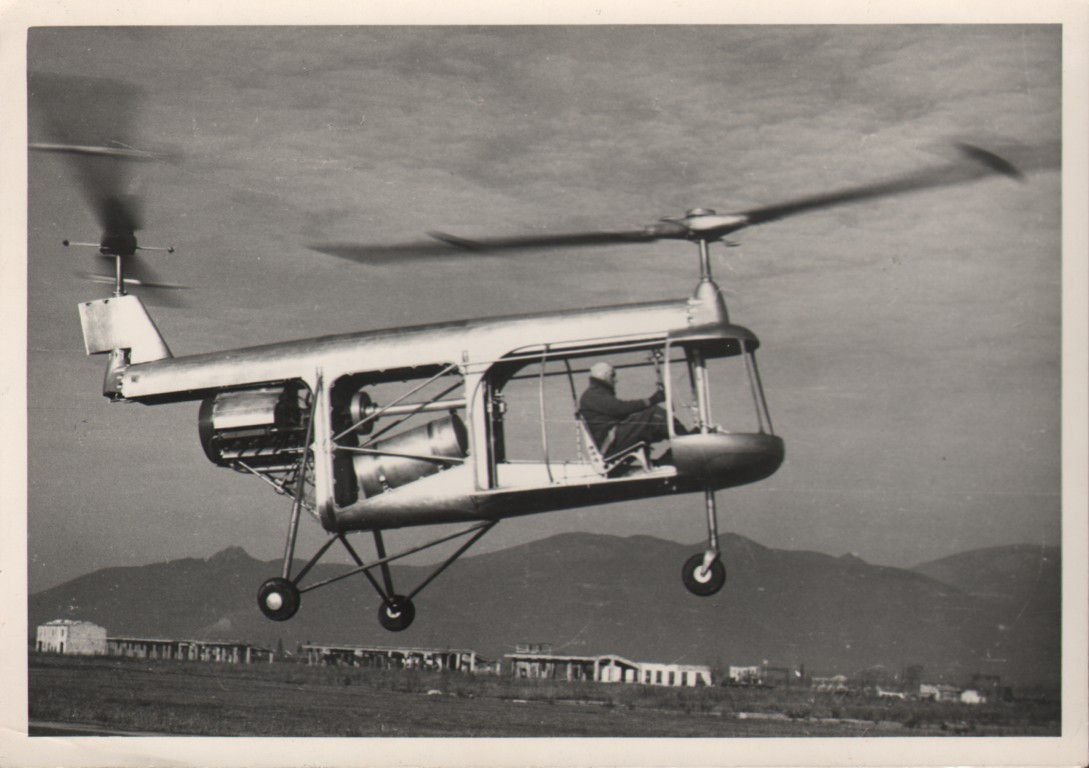
ピアジオ PD.4

1948年、ダスカニオはフィラデルフィアで開催されたヘリコプターの国際会議に出席し、そこで真の先駆者として称賛された。彼は引き続きピアジオで働き、ピアジオ PD.3 の設計を微調整し、1952年にピアッジオPD.4 を開発した。しかし、中立協定によってヘリコプター開発は法的に制限され、再建によって財政的にも厳しい制約が課され、ピアジオはこの時点でアメリカのシコルスキー航空機会社の開発に後れを取っており、ダスカニオのヘリコプターの設計や航空開発でゼロベースで自社開発したものはほとんどなかった。
1964年にダスカニオはピアッジオを去り、カッシーナ・コスタにある当時イタリア最大のヘリコプター製造会社であるアグスタグループに加わった。1969年にダスカニオは、農業用に改造できる小型訓練用ヘリコプター、アグスタADAを設計したが、イタリア軍の装備を再整備するというアグスタの取り組みにより、開発されなかった。
1954年から 1980年にかけて出版された多数の科学出版物を著作し、1937年 (ピアッジオの従業員だったとき) から 1961年までピサ大学で工学とプロジェクト設計の教授を務めた。 ダスカニオは、イタリアと航空開発への貢献により、イタリア共和国大統領からイタリア共和国功労勲章を授与された。
世間では航空の世界での発明や特許よりも、ベスパ・スクーターの設計やデザインのほうが評価されていたという事実にいつもダスカニオは失望していた。1981年8月6日にピサで死去した。